# 小野神社 (町田市)
小野神社（おのじんじゃ）は、東京都町田市小野路町にある神社である。
現在、小野篁を祭神とするが、1888年（明治21年）の小野路村誌では、天下春命あるいは小野篁、としている。

## 概要
小野路の地は古代から鎌倉街道の重要な中継点の一つとして知られていたが、天禄年間（972年頃）に武蔵国司として赴任した小野孝泰（小野篁の7代後の子孫）が、この地に祖先の小野篁を祀ったのが始まりとされる。
かつてこの神社にあった鐘は、文明年間に山内上杉氏と扇谷上杉氏が争った際、山内上杉氏の兵によって陣鐘として持ち去られ、現在は神奈川県逗子市沼間の海宝院にて梵鐘として使用されている。
参道脇には「地神」を祀った石塔も建っている。